# Grand Monchaut

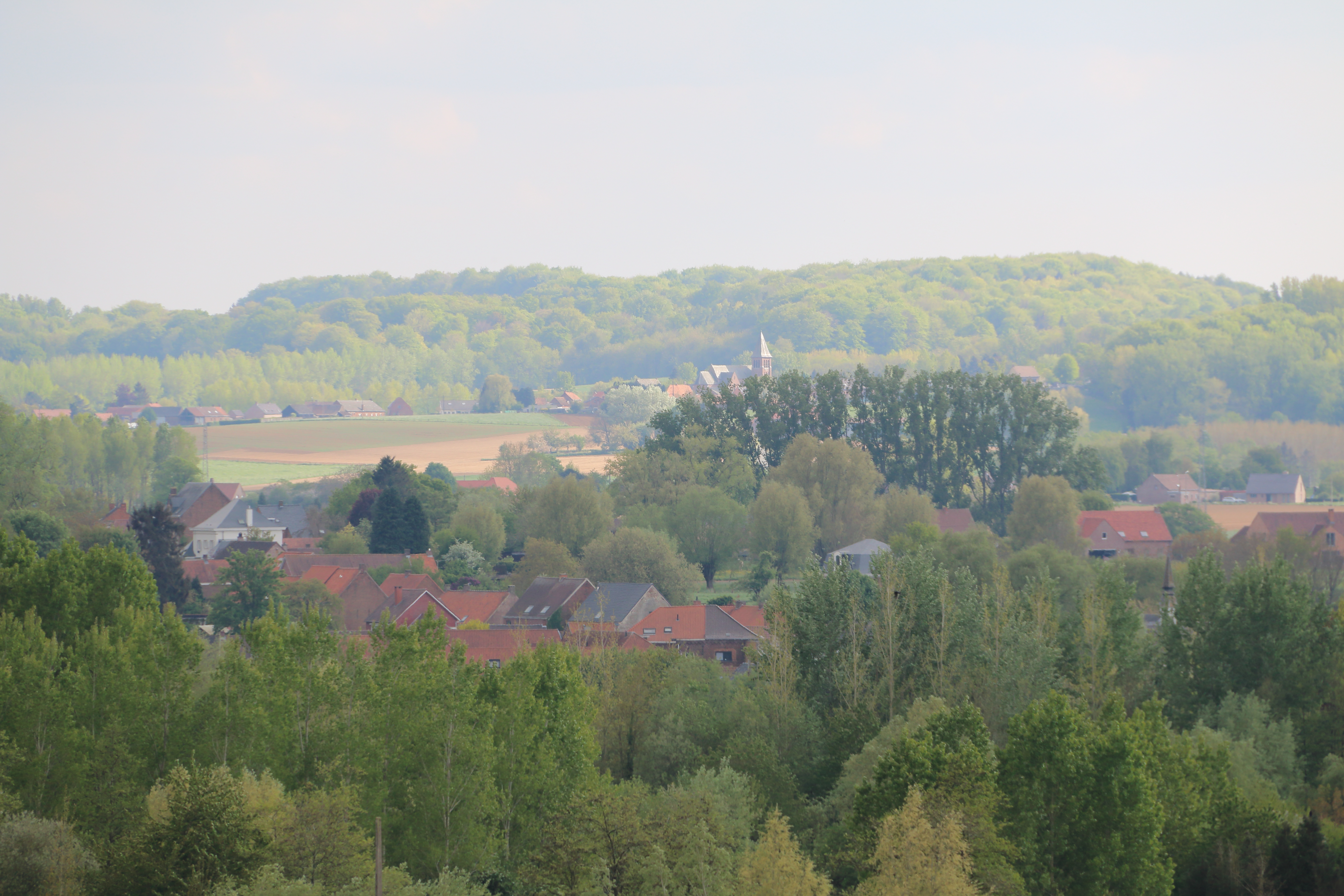
De omgeving van Grand Monchaut

Grand Monchaut (ook wel aangeduid als Grand-Monchaut of Grand Monchau) is een dorp in de gemeente Elzele in de Belgische provincie Henegouwen.
Het dorpje heeft een verspreide bebouwing en het karakter van een gehucht. Het heeft echter een parochiekerk, namelijk de Sint-Antonius van Paduakerk en een begraafplaats.
Grand Monchaut ligt in het Pays des Collines op een hoogte van 82 meter. In de omgeving zijn beboste heuvels die oprijzen tot een hoogte van 127 meter. Er zijn vanuit Grand Monchaut tal van wandelingen door de heuvelachtige omgeving te maken.

## Nabijgelegen kernen
Elzele, Lahamaide, Frasnes-lez-Buissenal